# Lithacodia chloromixta
Lithacodia chloromixta là một loài bướm đêm trong họ Noctuidae.